# Bir El Mokadem
Bir El Mokadem (em árabe: بٔير المقدم) é uma comuna localizada na província de Tébessa, Argélia. Sua população estimada em 2008 era de 12 907 habitantes.